# 拡声機暴騒音規制条例
拡声機暴騒音規制条例（かくせいきぼうそうおんきせいじょうれい）とは、日本のいくつかの地方公共団体が定めた、拡声器の使用を規制する条例である。

## 内容
拡声機による暴騒音によって、住民に迷惑をかけることを防止することを目的としている。
集会、結社及び表現の自由など日本国憲法が規定している国民の権利を不当に制約しないとする条文が挿入されている。
「暴騒音」については、都道府県公安委員会規則で、当該音を生じさせる装置から10メートル以上離れた地点において測定したものとした場合における音量が一定のデシベル数（概ね85デシベル）を超えた場合と定義している。静穏保持法ではこのような基準は設けられていない。
また、例外規定として以下のケースを規定している。
1. 公職選挙法の定めるところにより選挙運動又は選挙における政治活動を行うために拡声機を使用する場合（候補者や政党の街頭演説のこと。地域によっては、これも規制対象になっている。）
2. 災害、事故等が発生した場合において、人の生命、身体又は財産に対する危害を防止するために拡声機を使用する場合
3. 国又は地方公共団体の業務を行うために拡声機を使用する場合（市町村防災行政無線同報系のこと）
4. 電気、ガス、水道又は電気通信の事業に係る緊急の広報活動を行うために拡声機を使用する場合
5. 学校教育法に規定する学校、専修学校若しくは各種学校又は児童福祉法に規定する児童福祉施設における授業その他の業務を行うために拡声機を使用する場合
6. 公共輸送機関における輸送業務を行うために拡声機を使用する場合
7. 祭礼、運動会その他の地域の行事を行うために拡声機を使用する場合

警察官は例外規定に該当せずに対象地域で拡声機を使用している者に対して拡声機の使用をやめるべきことその他の当該違反を是正するために必要な措置をとるべきことを命ずることができ、警察官の命令に違反した者は刑事罰が規定されている。

## 歴史
1984年に岡山県が初めて制定した。それ以降、全国に広がっていった。

### 都府県の条例
| 都府県   | 条例名                                           |
| -------- | ------------------------------------------------ |
| 青森県   | 青森県拡声機の使用による暴騒音の規制に関する条例 |
| 岩手県   | 拡声機による暴騒音の規制に関する条例             |
| 秋田県   | 拡声機による暴騒音の規制に関する条例             |
| 山形県   | 拡声機による暴騒音の規制に関する条例             |
| 宮城県   | 拡声機の使用による暴騒音の規制に関する条例       |
| 福島県   | 拡声機による暴騒音の規制に関する条例             |
| 茨城県   | 拡声機による暴騒音の規制に関する条例             |
| 栃木県   | 拡声機による暴騒音の規制に関する条例             |
| 群馬県   | 拡声機による暴騒音の規制に関する条例             |
| 埼玉県   | 拡声機の使用による暴騒音の規制に関する条例       |
| 東京都   | 拡声機による暴騒音の規制に関する条例             |
| 千葉県   | 拡声機の使用による暴騒音の規制に関する条例       |
| 神奈川県 | 拡声機の使用による暴騒音の規制に関する条例       |
| 新潟県   | 新潟県拡声機による暴騒音の規制に関する条例       |
| 長野県   | 拡声機による暴騒音の規制に関する条例             |
| 山梨県   | 山梨県拡声機による暴騒音の規制に関する条例       |
| 静岡県   | 拡声機の使用による暴騒音の規制に関する条例       |
| 愛知県   | 拡声機による暴騒音の規制に関する条例             |
| 岐阜県   | 拡声機による暴騒音の規制に関する条例             |
| 富山県   | 拡声機の使用による暴騒音の規制に関する条例       |
| 石川県   | 拡声機による暴騒音の規制に関する条例             |
| 福井県   | 福井県拡声機による暴騒音の規制に関する条例       |
| 三重県   | 拡声機による暴騒音の規制に関する条例             |
| 滋賀県   | 拡声機による暴騒音の規制に関する条例             |
| 京都府   | 拡声機による暴騒音の規制に関する条例             |
| 奈良県   | 拡声機による暴騒音の規制に関する条例             |
| 大阪府   | 拡声機による暴騒音の規制に関する条例             |
| 兵庫県   | 拡声機による暴騒音の規制に関する条例             |
| 和歌山県 | 拡声機による暴騒音の規制に関する条例             |
| 岡山県   | 拡声機等による暴騒音規制条例                     |
| 広島県   | 拡声機による暴騒音の規制に関する条例             |
| 山口県   | 拡声機による暴騒音の規制に関する条例             |
| 鳥取県   | 拡声機による暴騒音の規制に関する条例             |
| 島根県   | 拡声機による暴騒音の規制に関する条例             |
| 愛媛県   | 愛媛県拡声機による暴騒音の規制に関する条例       |
| 香川県   | 拡声機による暴騒音の規制に関する条例             |
| 高知県   | 高知県拡声機の使用による暴騒音の規制に関する条例 |
| 徳島県   | 徳島県拡声機による暴騒音の規制に関する条例       |
| 福岡県   | 拡声機による暴騒音の規制に関する条例             |
| 佐賀県   | 拡声機による暴騒音の規制に関する条例             |
| 長崎県   | 拡声機による暴騒音の規制に関する条               |
| 大分県   | 拡声機の使用による暴騒音の規制に関する条例       |
| 熊本県   | 拡声機による暴騒音の規制に関する条例             |
| 宮崎県   | 拡声機の使用による暴騒音の規制に関する条例       |
| 鹿児島県 | 拡声機の使用による暴騒音の規制に関する条例       |